# سانتا ريتا، بارايبا
سانتا ريتا، بارايبا هي بلدية في البرازيل، تتبع بارايبا، بلغ عدد سكانها 115٬844 نسمة، في 2000، تبلغ مساحتها 726٫565 كيلومتر مربع.

## أعلام
- مازينهو